# Synthèse de textes dans l'enseignement supérieur français
 (octobre 2018).
Les exercices de synthèse de textes dans l'enseignement supérieur français sont un type d'épreuve de certains concours administratifs et concours d'admission à des grandes écoles et ils font partie du champ d'enseignement de certains cursus universitaires en France. Ces exercices, spécifiques des études supérieures, peuvent prendre différentes formes, comme les notes de synthèse, les notes de documents et les synthèses de dossiers, de documents ou de textes.
Les limites des domaines du savoir sur lesquels portent ces exercices de synthèse de textes restent encore relativement floues et dépendent souvent des choix de chaque institution. L'objectif de ces exercices est généralement de montrer que le candidat a acquis une aptitude à se saisir de l'ensemble d'un dossier et à le restituer à l'écrit, selon des critères internes. Cependant, de nombreuses exceptions existent, liées au fait que ces attendus peuvent avoir une visée professionnelle (attaché de préfecture) ou pas (concours de recrutement de professeur des écoles).
Cet exercice fut introduit pour la première fois dans les épreuves d’admissibilité de l'École nationale d'administration (ENA) en 1970. Depuis, de nombreux établissements (plus de 143) le considèrent comme un élément important des concours ou des certifications : en 2003, plus de 500 000 étudiants de l’université étaient concernés.

## Origines
L’exercice de synthèse fait son apparition comme objet de sélection dans l'Enseignement Supérieur dans le deuxième tiers du XXe siècle, mais ne semble pas découler d'un type d'attendu pratiqué auparavant dans le système universitaire français. Il est devenu très présent dans l'enseignement supérieur français, mais ne semble pas être pratiqué dans d'autres pays. Ils sont souvent confondus avec les synthèses orales, de groupes, des synthèses de séminaires — qui ne font l'objet d'aucune évaluation —, etc.

## Diversité des épreuves
Cent quarante trois épreuves de synthèse en lien avec les divers établissements ont été recensées dont 119 épreuves sont programmées dans un cadre organisé pour le recrutement de la Fonction publique. Une fois admis, les lauréats rejoignent une école créée par l'État, d’une durée moyenne d’un an, pouvant aller jusqu’à trois ans. C’est dans ce cadre là, par exemple, que se retrouve l’épreuve de synthèse au concours externe de chef de travaux d’art, de conservateur des bibliothèques, d’Officier de la Gendarmerie nationale, d’ingénieur d’études sanitaires, ou encore celle du recrutement des professeurs des écoles (CRPE). Ce sont ainsi autant de structures distinctes relevant de treize ministères et de trois Fonctions publiques qui organisent ces exercices de synthèses.
Les 24 épreuves restantes concernent 245 000 étudiants en sections techniques supérieures, 72 000 étudiants en classes préparatoires aux Grandes Écoles et 111 000 étudiants en écoles paramédicales. Il s'agit d'épreuves de synthèses sollicitées par exemple en École supérieure de commerce de Paris, ou lors de l’examen du BTS Analyses biologiques, ou encore de la synthèse du diplôme d'État d’assistant de Service Social.
Pour l'année scolaire 2002-2003, ce sont au moins 500 000 étudiants sortant du cycle général qui sont directement concernés par une épreuve de synthèse.

### La synthèse à l'École nationale d'administration de France
La grande réforme du concours d'entrée de l'ENA (l'ENA), réalisée en 1971, a introduit dans les programmes de ses trois concours, une « épreuve consistant à dégager, en fonction des indications contenues dans le sujet, les éléments essentiels d’un dossier et à les mettre en forme, d’une manière utilisable ».
Depuis 2002, les conditions d’accès sont régies par le décret 2002-50 du 10 janvier 2002. La note de synthèse pour l'ENA, fait partie des épreuves écrites d’admissibilité. Elle apparaît au même coefficient que les autres épreuves.

### La synthèse à l'École nationale de la magistrature
Le règlement du premier, deuxième et troisième concours d'accès à l'École nationale de la magistrature (l'ENM) prévoit, au nombre des épreuves d’admissibilité, une note de synthèse. Ses conditions d'accès sont fixées par l’art 18 à 20,31 32, 35 à 38 du décret 72-355 du 4 mai 1972 et arrêté du 5 mars 1973 (JO du 16 mars). Plus précisément, pour le premier concours, il s’agit d’une note de synthèse, rédigée en cinq heures, à partir de documents se rapportant à des problèmes juridiques (coefficient 3). Pour le deuxième concours, il s'agit d’une rédaction, en quatre heures, du résumé d'un texte juridique ou d'une note de synthèse à partir d'un dossier de nature juridique (coefficient 2). Cependant, ainsi que le souligne le rapport du Président des jurys des épreuves d’accès aux cycles préparatoires aux deuxième et troisième concours d’entrée à l’ENM en 2000, l’épreuve de la note de synthèse est en fait toujours préférée à celle du résumé d'un texte juridique pour des raisons qui «comme les années précédentes tiennent à la cohérence dans la sélection des candidats retenus au titre de l’un ou de l’autre des concours.» Enfin pour le troisième concours, il est demandé une note de synthèse de coefficient 3, rédigée en cinq heures, à partir de documents se rapportant à des problèmes juridiques, comme le premier concours.
Pour la session 1998, il s’agit de rédiger une note de synthèse de quatre pages environ relative au sujet suivant : « Quel couple pour demain ? », à partir de quatorze documents joints.
Pour le candidat de la première épreuve d'admissibilité des premières séries en 2002 : « rédiger, une note de synthèse portant sur l'indemnisation de l'enfant handicapé à partir des sept documents suivants. » De plus les consignes de l'ENM adressées aux Instituts d’études judiciaires (IEJ.) en 1999 précisent que la note est composée de quinze à vingt documents en moyenne de nature et d’origine diverses (lois, décrets, décisions judiciaires, notes de doctrine). Tout à fait exceptionnellement, le nombre de pages peut dépasser, comme ce fut le cas pour le concours de 2001, pour treize documents les 87 pages.

### La synthèse dans  les Instituts universitaires de formation des maîtres (IUFM) aujourd'hui l'Institut Supérieur du Professorat et de l'Éducation (INSPE)
C’est à l’occasion d’une réforme du statut des enseignants en 1991, que l'épreuve fait son apparition en Institut universitaire de formation des maîtres (IUFM). En même temps que se modifiaient les règles de recrutement, le personnel chargé de ce public était reconnu cadre A de la fonction publique d'État. 
Il y a trois épreuves d’admissibilité dans ce concours : une épreuve de français qui a pour objectif «de mettre en évidence la capacité de compréhension, l'aptitude à comparer et à rédiger, ainsi que la maîtrise de la langue du candidat. L'épreuve sert aussi à vérifier la connaissance des objectifs et des programmes de l’enseignement de la langue française à l’école primaire, ainsi qu'une bonne appréciation des approches didactiques et des démarches pédagogiques», une épreuve de mathématique et une épreuve d'histoire/géo ou sciences expérimentales.  
La synthèse est insérée dans l’épreuve de français : « à partir d'un dossier composé de textes et de documents relatifs à l'acquisition et à l'enseignement de la langue française, le candidat :
- effectue une synthèse à partir d’une question relative au dossier ;
- traite un thème ayant trait à la grammaire ;
- répond à une question complémentaire sur la mise en situation d’enseignement d’une ou plusieurs notions abordées dans le dossier ».

La durée totale de l’épreuve est de 4 heures et d’un coefficient de 3. L’épreuve est notée sur vingt points : huit points sont attribués à la synthèse, quatre points au thème relatif à la grammaire et huit points à la question complémentaire.

### La synthèse pour la certification d'Assistant de service social (A.S.S)
L’arrêté du 29 juin 2004 relatif au diplôme d’État d’assistant(e) de service social (A.S.S) modifie considérablement les conditions d'accès, le contenu, l'organisation de la formation, ainsi que les modalités de la certification. C'est dans le dernier volet de cet arrêté que se trouve programmée « l'épreuve de synthèse ».
Jusqu'alors, L'épreuve de synthèse se définissait comme un travail écrit de trois heures à partir d'éléments d'un dossier fourni aux candidats, avec un coefficient trois et une note éliminatoire.
Désormais, les modalités de la certification font apparaître la synthèse parmi quatre épreuves de communications professionnelles en travail social (appelé domaine de compétence no 3 : D.C.3). L'épreuve, tout comme sa correction, se réalise désormais sur le site de formation et fait l'objet d'une double correction.
Son caractère  discriminatoire — moins de 10/20 — a été abrogé. Il s'agit désormais d'obtenir la moyenne à l'ensemble des épreuves de ce domaine de compétence D.C3, pour obtenir cette partie de la certification.

### La synthèse pour l'épreuve d'admission des Écoles supérieures de commerce
Il y a plusieurs formes possibles pour intégrer une école supérieure de commerce. Cependant, pour recruter leurs candidats, toutes ces écoles de commerce passent par des banques communes d'épreuves qui gèrent donc les concours d'accès aux écoles de commerce. Plus de 45 établissements  choisissent d'intégrer ou non une épreuve de synthèse. Ce modèle est partagé par l'École navale ou l'École normale supérieure de Cachan.
Il est demandé, à partir de trois textes de trois auteurs différents, en 300 mots avec une marge de 10 % (270-330 mots), de parvenir à faire confronter trois points de vue, à partir de la construction d'une problématique.

### La synthèse au Brevet de Technicien Supérieur
Au BTS, l'épreuve de culture générale et d'expression est un exercice de synthèse de documents.